# Înrădăcinare

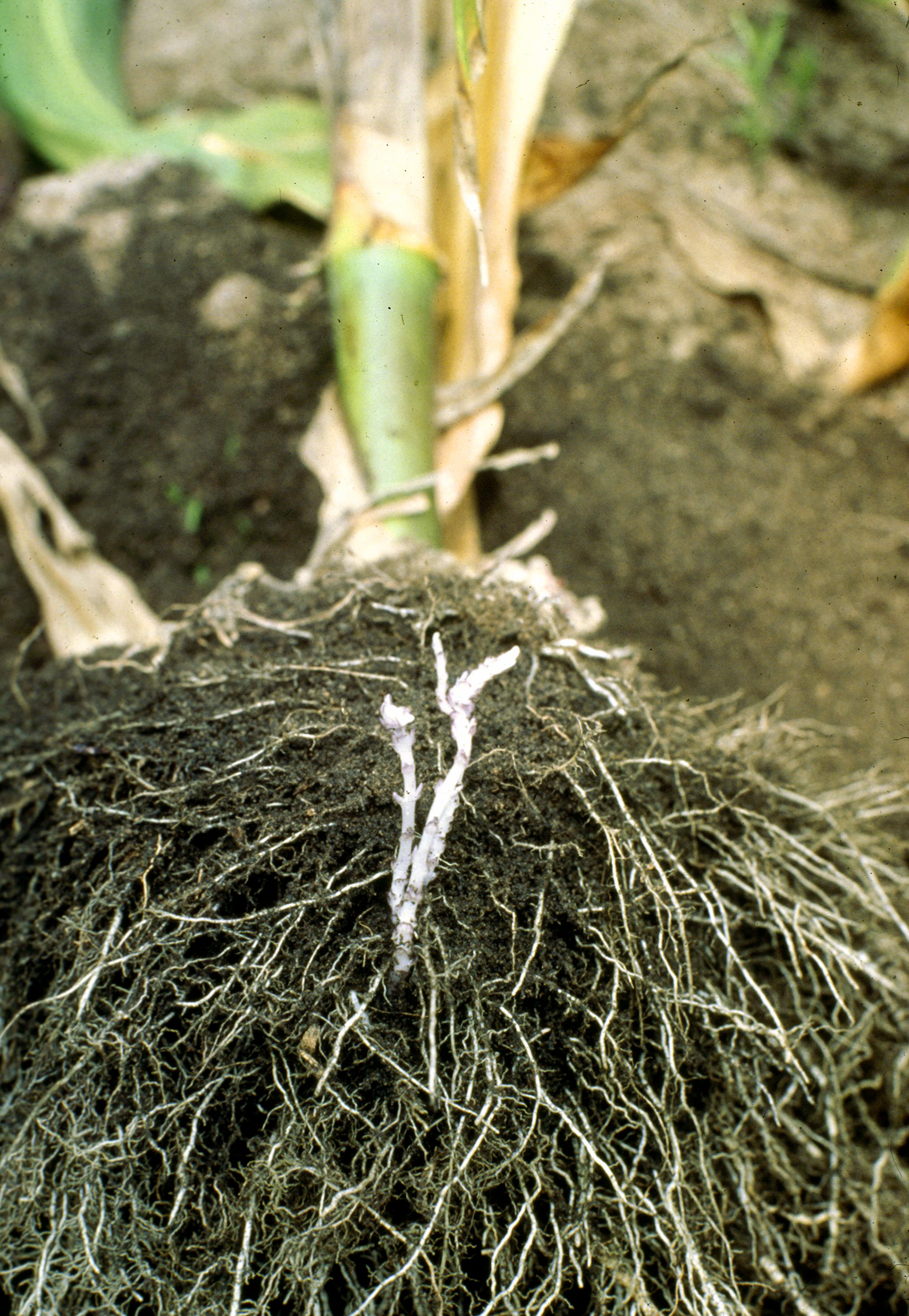
Rădăcinile unei plante

Înrădăcinarea reprezintă dezvoltarea și pătrundrea rădăcinilor în straturile de sol. Când înrădăcinarea este puternică, planta are un sistem radicular dezvoltat în adâncime și ramificat, care explorează un volum mare de sol. Planta puternic înrădăcinată are o capacitate ridicată pentru valorificarea apei și a substanțelor nutritive.

## Legături externe
- „înrădăcinare” la DEX online